# Сантьягу-де-Бештейруш
Сантьягу-де-Бештейруш (порт. Santiago de Besteiros) — район (фрегезия) в Португалии, входит в округ Визеу. Является составной частью муниципалитета Тондела. Находится в составе крупной городской агломерации Большое Визеу. По старому административному делению входил в провинцию Бейра-Алта. Входит в экономико-статистический субрегион Дан-Лафойнш, который входит в Центральный регион. Население составляет 1473 человека на 2001 год. Занимает площадь 20 км².